# Jean Nougayrol
Jean Nougayrol, né le 14 février 1900 à Toulouse et mort le 23 janvier 1975 à Paris, est un assyriologue français.

## Biographie
Jean Nougayrol poursuit ses études à l'université de Toulouse et se spécialise dans l'écriture cunéiforme avec Georges Boyer. Il est boursier de l'École biblique et archéologique française de Jérusalem où il étudie auprès de Félix-Marie Abel et de Louis-Hugues Vincent. L'année suivante il suit les cours de Charles Fossey au collège de France à qui il succède comme directeur d'études en 1938.
De 1947 à 1960, il est conservateur du département des antiquités orientales du musée du Louvre.
Les recherches de Jean Nougayrol se sont particulièrement orientées vers les pratiques divinatoires de la civilisation mésopotamienne et vers l'étude de la langue ougaritique.
Il devient membre de l'Académie des inscriptions et des belles-lettres en 1968 et de l'Académie slovène des sciences et des arts.

## Quelques publications
- Une Fable babylonienne, Gembloux, impr. de J. Duculot, 1941
- Cylindres-sceaux et empreintes de cylindres trouvés en Palestine (au cours de fouilles régulières), Paris, P. Geuthner, 1939
- Note sur la place des « Présages historiques » dans l'extispicine babylonienne, Melun, Impr. administrative, 1945
- Charles Fossey (1869-1946), Paris, Imprimerie nationale, 1947
- Le Palais royal d'Ugarit III (planches), Textes accadiens et hourrites des archives Est, Ouest et centrales, publié sous la direction de Claude F.-A. Schaeffer, avec des études de Georges Boyer et Emmanuel Laroche, Paris, C. Klincksieck (Impr. nationale), 1955
- Le Palais royal d'Ugarit III, Textes accadiens et hourrites des archives est, ouest et centrales, publié sous la direction de Claude F.-A. Schaeffer, avec des études de G. Boyer et E. Laroche, Paris, Imprimerie nationale, 1955
- Le Palais royal d'Ugarit, publié sous la direction de Claude F.-A. Schaeffer, ... III ; Textes accadiens et hourrites des archives Est, Ouest et centrales, avec des études de Georges Boyer et Emmanuel Laroche, Paris, C. Klincksieck (Impr. nationale), 1955, 2de éd. 1956
- Le Palais royal d'Ugarit III, Textes accadiens et hourrites des archives Est, Ouest et Centrales, Paris, Klincksieck, 1955
- Extrait de Ugaritica V [Texte imprimé] : textes suméro-accadiens des archives privées d'Ugarit, Paris, 1968
- Mission de Ras Shamra dirigée par Claude F. A. Schaeffer, ... 12, Le Palais royal d'Ugarit, publié sous la direction de Claude F. A. Schaeffer 6, Textes en cunéiformes babyloniens des archives du grand palais et du palais sud d'Ugarit, Paris, P. Geuthner, 1970
- Rapport sur les travaux de l'École archéologique française de Jérusalem en 1970-1971 et 1971-1972 [Texte imprimé] : lu dans la séance de l'Académie des inscriptions et belles-lettres du 9 février 1973, Paris, éd. Klincksieck, 1973
- Rapport sur les travaux de l'École archéologique française de Jérusalem en 1972-1973 et 1973-1974 [Texte imprimé] : lu dans la séance de l'Académie des inscriptions et belles-lettres du 27 septembre 1974 (par M. Jean Nougayrol et André Parrot), Paris, éd. Klincksieck, 1974
- Le babylonien, langue internationale de l'Antiquité = Babilonščina, mednarodni jezik v antiki, Ljubljana, Slovenska akademija znanosti in umetnosti, 1975
- Les « silhouettes de référence » de l'haruspicine, Kevelaer, Butzon & Bercker, 1976
- La Mésopotamie, Paris, Bloud et Gay, 1965